# The Million Dollar Bet
The Million Dollar Bet ist ein Spielfilm aus dem Jahr 2024 mit Justin Cornwell, Douglas Smith, Sean Rogers und Kristen Gutoskie. Regie führte Thomas Woschitz, der gemeinsam mit Andrea Piva auch das Drehbuch schrieb.

## Handlung
Jack und Hank sind zwei befreundete Pokerspieler in Las Vegas. Nach einer durchzechten Nacht behauptet der untrainierte Hank, die Distanz von drei Marathons innerhalb von 24 Stunden laufen zu können, also 478 Runden um den Block.
Bald haben Jack und Hank eine Wette, bei der es um eine Million US-Dollar geht. Hank beginnt zu laufen, das Rennen wird nicht nur zur körperlichen Belastungsprobe, sondern auch zur zwischenmenschlichen Herausforderung.

## Produktion und Hintergrund
Die Dreharbeiten fanden an 20 Drehtagen vom 10. Januar bis zum 7. Februar 2022 in Las Vegas statt.
Produziert wurde der Film von der US-amerikanischen Freestyle Picture Company und der österreichischen KGP Filmproduktion sowie von takethemoneyandrunproduction, als Produzenten fungierten Gabriele Kranzelbinder, Francesca Silvestri, Kevin Chinoy und Thomas Woschitz. Unterstützt wurde die Produktion vom Österreichischen Filminstitut und dem Land Kärnten.
Die Kamera führte Enzo Brandner, die Musik schrieb Markus Taxacher, die Montage verantwortete Barbara Seidler. Den Ton gestaltete Olivia Artner, das Kostümbild Carola Pizzini und das Szenenbild Reeyana Singh. Der Film basiert auf einer wahren Geschichte, die Drehbuchautor Andrea Piva auf einem Blog von Haseeb Qureshi entdeckt hatte.

## Veröffentlichung
Premiere war am 21. Oktober 2024 auf der Viennale. Am 30. März 2025 wurde der Film am Filmfestival Diagonale in Graz gezeigt.
In Österreich kam der Film am 9. Mai 2025 in die Kinos. Im Juni 2025 soll der Film im Wettbewerb der 71. Ausgabe des Taormina Film Festivals in Italien präsentiert werden.

## Rezeption
Marina Pavido schrieb auf cinema-austriaco.org, dass sich der Film durch ein tadellos strukturiertes Drehbuch, humorvolle Situationen mit einem immer angemessenen Rhythmus und eine Regie auszeichne. Sie bezeichnete die Produktion als „wahres Juwel des zeitgenössischen österreichischen Films“, bei dem es viel zu Lachen gebe, aber gleichzeitig habe man auch Zeit zum Nachdenken.
Niki Hofer meinte auf kulturwoche.at, dass Thomas Woschitz mit dem Film trotz geringen Budgets 88 Minuten Spannung auf die Bühne bringe. Die Mischung aus dem laufenden Countdown, dem riesigen Wetteinsatz und des nahenden Hurricanes lasse einen den gesamten Film über unter Strom stehen und bis zum Ende mitfiebern. Angereichert werde der Film mit einer guten Portion Gesellschaftskritik, wodurch das packende Erlebnis Tiefgang bekomme.
Julia Schafferhofer vergab in der Kleinen Zeitung vier von fünf Punkten. Lakonisch und lässig erzähle Woschitz von der Wette. Auch wenn der Countdown die packende Handlung rahme, gehe es in diesem ungewöhnlichen und universellen Film um mehr: um das Außenseitertum, um Freundschaft und ihren Wert sowie um den Preis, den man für seine Träume zahlt.

## Auszeichnungen und Nominierungen
- K3 Film Festival 2024
  - Auszeichnung mit dem Langfilmpreis[15]